# 高橋内閣
高橋内閣（たかはしないかく）は、子爵・貴族院議員・立憲政友会総裁の高橋是清が第20代内閣総理大臣に任命され、1921年（大正10年）11月13日から1922年（大正11年）6月12日まで続いた日本の内閣。

## 内閣の顔ぶれ・人事
国務大臣
1921年（大正10年）11月13日任命。在職日数212日。
| 職名 | 代 | 氏名       | 氏名 | 出身等                                | 特命事項等       | 備考 |
| --- | -- | ---------- | ---- | ------------------------------------- | ---------------- | ---- |
| 内閣総理大臣 | 20 | 高橋是清   |      | 貴族院 立憲政友会 （交友倶楽部） 子爵 | 大蔵大臣兼任     |      |
| 外務大臣 | 34 | 内田康哉   |      | 外務省 伯爵                           |                  | 留任 |
| 内務大臣 | 32 | 床次竹二郎 |      | 衆議院 立憲政友会                     |                  | 留任 |
| 大蔵大臣 | 21 | 高橋是清   |      | 貴族院 立憲政友会 （交友倶楽部） 子爵 | 内閣総理大臣兼任 | 留任 |
| 陸軍大臣 | 15 | 山梨半造   |      | 陸軍大将 （陸大8期）                  |                  | 留任 |
| 海軍大臣 | 8  | 加藤友三郎 |      | 海軍大将 （海兵7期） 男爵             |                  | 留任 |
| 司法大臣 | 23 | 大木遠吉   |      | 貴族院 立憲政友会 （研究会） 伯爵     |                  | 留任 |
| 文部大臣 | 29 | 中橋徳五郎 |      | 衆議院 立憲政友会                     |                  | 留任 |
| 農商務大臣 | 28 | 山本達雄   |      | 貴族院 立憲政友会 （交友倶楽部） 男爵 |                  | 留任 |
| 逓信大臣 | 25 | 野田卯太郎 |      | 衆議院 立憲政友会                     |                  | 留任 |
| 鉄道大臣 | 1  | 元田肇     |      | 衆議院 立憲政友会                     |                  | 留任 |
| 1. 辞令のある留任は個別の代として記載し、辞令のない留任は記載しない。 2. 臨時代理は、大臣空位の場合のみ記載し、海外出張時等の一時不在代理は記載しない。 3. 代数は、臨時兼任・臨時代理を数えず、兼任・兼務は数える。 |    |            |      |                                       |                  |      |

内閣書記官長・法制局長官
1921年（大正10年）11月24日任命。
| 職名 | 代 | 氏名       | 氏名 | 出身等            | 特命事項等   | 備考                 |
| --- | -- | ---------- | ---- | ----------------- | ------------ | -------------------- |
| 内閣書記官長 | 22 | 三土忠造   |      | 衆議院 立憲政友会 |              |                      |
| 法制局長官 | 19 | 横田千之助 |      | 衆議院 立憲政友会 | 内閣恩給局長 | 留任 1922年3月28日免 |
| 法制局長官 | 20 | 馬場鍈一   |      | 大蔵省            |              | 1922年3月28日任      |
| 1. 辞令のある留任は個別の代として記載し、辞令のない留任は記載しない。 2. 臨時代理は、大臣空位の場合のみ記載し、海外出張時等の一時不在代理は記載しない。 3. 代数は、臨時兼任・臨時代理を数えず、兼任・兼務は数える。 |    |            |      |                   |              |                      |

勢力早見表
※ 内閣発足当初（前内閣の事務引継は除く）。
| 出身       | 国務大臣 | その他                   |
| ---------- | -------- | ------------------------ |
| 立憲政友会 | 5        | 内閣書記官長、法制局長官 |
| 交友倶楽部 | 2        | 国務大臣のべ3            |
| 研究会     | 1        |                          |
| 軍部       | 2        |                          |
| 官僚       | 1        |                          |
|            | 10       | 国務大臣のべ11           |

## 内閣の動き
1921年11月4日、時の原敬首相が暗殺される。翌5日、原内閣は、内田康哉外相が首相を臨時兼任したうえで内閣総辞職する。後継の首相を選定する元老会議が開かれ、山縣有朋、松方正義、西園寺公望の三元老が召集される。当初、山縣、松方は西園寺を推し、西園寺は加藤友三郎海相が意中であったが、史上初の現職首相の暗殺を前に、暗殺による政変という悪例を残すことへの懸念から、西園寺は、引き続き前与党の立憲政友会から首相を出すべきだと進言。結果、政友会相談役筆頭の高橋是清蔵相が選任された。11月13日、高橋内閣が発足。原前内閣の閣僚を全員再任し、蔵相も高橋首相が兼任したため、完全な居抜き内閣として成立した。
一方で、政友会総裁の座は、生え抜きの代議士などの有力候補は複数いたが、高橋首相が首相就任に際し、政友会が一致して内閣を支えるよう要求したことから、高橋首相が後継総裁に就任。しかし、政友会の結党以来党務を掌握していた原の急死により党のガバナンスが不安定になり、また高橋は原ほど党内の声望は高くなかったことから、党の体制が動揺し、高橋内閣が短命に終わる一因となった。
主な政策：
上述の通り、原内閣の居抜き内閣として成立した性格上、原内閣において行われていた施策の継続処理がその多くを占めた。
- 宮中問題 - 病床にあった大正天皇にかわり、皇太子裕仁親王（昭和天皇）が摂政に就任。大正天皇の崩御までその地位にあった。
- 大学昇格運動（五校昇格）

高橋の首相および党総裁の座は、政友会各派の妥協の上に成り立っていたため終始不安定であり、政権発足から半年足らずの1922年3月頃には、横田法制局長官、野田逓相、岡崎邦輔党総務らが、田健治郎台湾総督への政権移譲を図って、内閣改造による田と小川平吉の入閣を画策する（改造派）。交代要員と目された中橋文相、元田鉄相は床次内相を筆頭に抵抗したため（非改造派）、事態は閣内対立の様相を呈した。6月6日、閣議で改造問題は決着を見ず、内閣総辞職。同時に元田・中橋らは政友会から除名され、改造派は、非改造派を排除したうえでの大命再降下、政権継続を目論んだ。
当時、野党第一党は憲政会であり、政友会内閣が政権運営の不備で総辞職した場合は、憲政会の加藤高明総裁が後継の首相に就任することが期待されていた。しかし、加藤総裁は第2次大隈内閣に副総理格として入閣した時、外交方針などを巡って不興を買ったという経緯があり、松方、西園寺両元老は首相として不適格と見ていた。そのため、西園寺元老は改造論争でも改造派を好ましく思っており、田総督のもとで党内がまとまるならば、田を後継とする考えであった。しかし、病臥に伏した西園寺にかわって単独で摂政の下問に単独で奉答した松方元老は、第一候補として加藤海相を、加藤海相が本人不同意の場合は加藤総裁を後継とする方針を固める（加藤に非ずんば加藤）。加藤海相は、当初は海相を長く務めた後であったことから隠匿を希望、それを知った憲政会が早速組閣の準備に入ったが、慌てた政友会が加藤海相の政権運営への援助（閣外協力）を申し出たことにより翻意、加藤友三郎内閣が発足した。
この後、第2次山本内閣、清浦内閣と、政党を基盤としない中間内閣が連続したことにより、不満を募らせた憲政会が中心となって、第二次護憲運動へと事態は推移してゆくことになる。